# Porsche 956
La Porsche 956 est une voiture de course du constructeur automobile allemand Porsche, créée en 1981 pour concourir l'année suivante dans le nouveau Groupe C du championnat du monde des voitures de sport.
Ce fut la première monocoque du constructeur allemand. Porsche y greffa le moteur 6-cylindres à plat double turbo de la 936/81 (victorieuse des 24 Heures du Mans 1981).
La 956 a remporté quatre fois les 24 heures du Mans (1982, 1983, 1984 et 1985) et contribué, soit seule, soit en appui de la Porsche 962, à cinq victoires de Porsche dans le championnat du monde des voitures de sport (1982, 1983, 1984, 1985 et 1986), aux mains de l'équipe d'usine ou d'équipes privées.

## Conception

### 956, le premier châssis monocoque de Porsche
En tant que chef de projet de la 956, Norbert Singer estime que le moment est venu d’abandonner la construction des châssis tubulaires au profit d’un châssis monocoque en feuille d’aluminium. Les raisons sont qu'une monocoque est bien plus sécuritaire en cas d’accident, qu'un tel châssis est plus résistant aux torsions et qu'il convient à la conception d’une voiture à effet de sol.
Trois mille rivets sont nécessaires pour la fabrication de la monocoque. Il faut 800 heures pour la production d’un châssis. Cette technique de fabrication a été préférée à celle de la fibre de carbone, pourtant déjà utilisée en Formule 1, mais dont la fiabilité à long terme n'avait pas été éprouvée. Un châssis en nid d’abeille en aluminium fut également envisagé, mais malgré le gain de poids, l’idée fut abandonnée. Porsche regarde de près ce concept et voit comment il fonctionne pour une monoplace, mais il aurait été assez complexe pour un prototype comme la 956.
Porsche se tourne vers l’avionneur Dornier, afin de lui demander quel type de rivet et quels outils utiliser. Après plusieurs tests de rigidité sur le premier châssis d’essai, même avec empattement plus long, le 956 est 80% plus rigide que la 936. La toute première monocoque (956-000) est construite essentiellement pour étudier implantation des suspensions, moteur, réservoir d’essence et carrosserie et a été détruit en novembre 1985. La 956-001 allait elle devenir la première voiture de course.

### 956, première Porsche à effet de sol

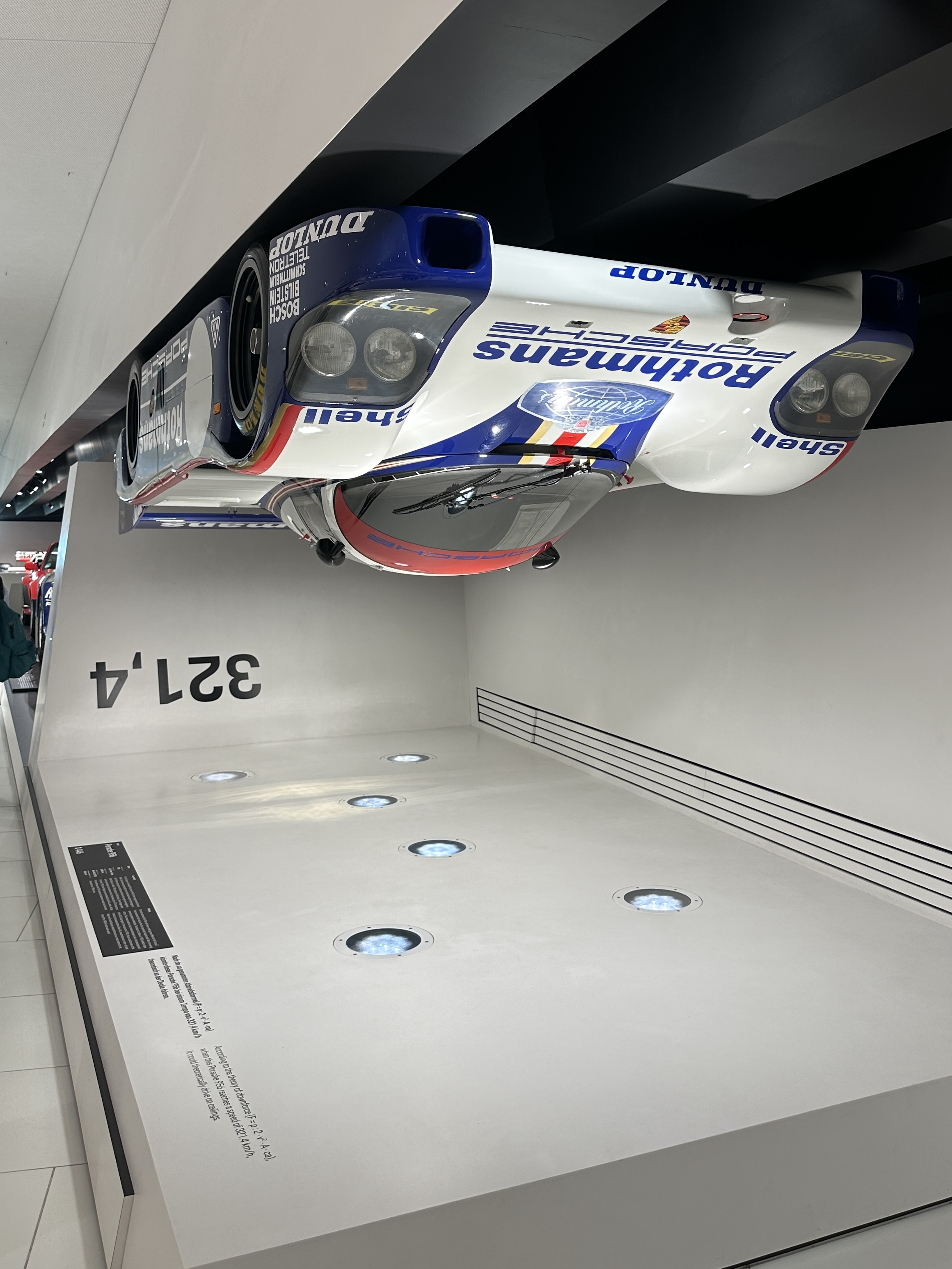
La Porsche 956-002 victorieuse au Mans, ici exposée à l'envers au Musée Porsche de Stuttgart et illustrant l'effet de sol.

La 956 est la toute première Porsche à avoir une aérodynamique à effet de sol. À l’aide d’un modèle au 1/5e, Singer réserve la soufflerie de l’Université de Stuttgart, changeant les configurations des ailerons, essayant plusieurs panneaux de carrosserie, et bien sûr de nombreuses variantes du fond plat. Pour améliorer encore l'efficacité de l’effet de sol, le moteur est incliné de 5° vers le haut afin de permettre une hauteur de sortie des tunnels suffisante à l'arrière de la voiture.
Lorsque le système d’effet au sol a été élaboré en soufflerie, le fond plat de la 956 comportait un grand tunnel de chaque côté de l’axe, formant un V inversé qui canalisait l’air entre les roues arrière et le crachait à travers le diffuseur à l’arrière de la voiture. Seuls les bras de suspension arrière et les arbres de transmission (volontairement de petit diamètre) se trouvaient sur la trajectoire du flux d'air.
Dès le début de l'étude de la carrosserie, deux configurations sont envisagées : une avec un fort appui, l’autre avec un appui faible, chacune étant prévue pour les différents circuits rencontrés. Deux types de capot arrière sont créés et il doit être possible de passer rapidement de l'une à l'autre.
À 321 km/h, la Porsche 956 génère un effet de sol important qui lui permet, théoriquement, de rouler au plafond sans tomber.

### Moteur
Les contraintes de consommation demandées par le nouveau règlement du Groupe C imposent que le moteur doit avoir une consommation limitée à 60 litres aux 100 km. Il est donc inutile de créer un nouveau moteur. Porsche prend un moteur dans son stock, celui de la 936/81, une énième extrapolation, certes très lointaine, du bloc moteur de l’incontournable 911. Malgré les capacités éprouvées du moteur, Valentin Schäffer, directeur du développement des moteurs, décide une refonte en profondeur de celui-ci afin de réduire la consommation de carburant.
Le moteur portera le nom de « type 965/76 », un bloc de 2649 cm3, à double turbocompresseur KKK délivrant de 600 à 620 ch. Les culasses sont à quatre soupapes par cylindre et refroidies par eau. Ce dernier système est assez nouveau, il se trouve notamment sur les 935 et 936. Le moteur est boulonné sur le panneau arrière du réservoir de carburant, d’où le terme technique de moteur « semi-porteur ». Dès les 1000 km de Spa 1982, les deux 956 sont équipées du nouveau système Bosch, le très convoité Motronic 1.2, marquant ainsi le début de l’essor rapide de l’électronique dans le sport automobile. Durant sa carrière, la 956 verra la cylindrée de son moteur évoluer, passant à 2857 cm3 par augmentation de la course des pistons de 66 mm à 70,4 mm (moteur réservé au championnat IMSA).

### Boîte de vitesses
Pour passer la puissance et le couple du flat 6 bi turbo de la 956, la boîte de vitesses doit être et capable d’accepter la puissance et le couple du moteur. La réponse a été d’adapter une boîte à quatre vitesses conçue pour être utilisée pour le championnat Indycar, elle-même développée une décennie plus tôt afin de faire face au moteur de la 917/30. Finalement, les ingénieurs décident d’utiliser la boîte de vitesses à cinq rapports conçue et construite par Getrag, la G31, en partenariat avec l’équipe Porsche pour la 924 Carrera GTR. En termes de matériaux utilisés, le carter est principalement en aluminium moulé, remplacé rapidement par des versions en alliage de magnésium afin de réduire le poids.

## Historique en compétition

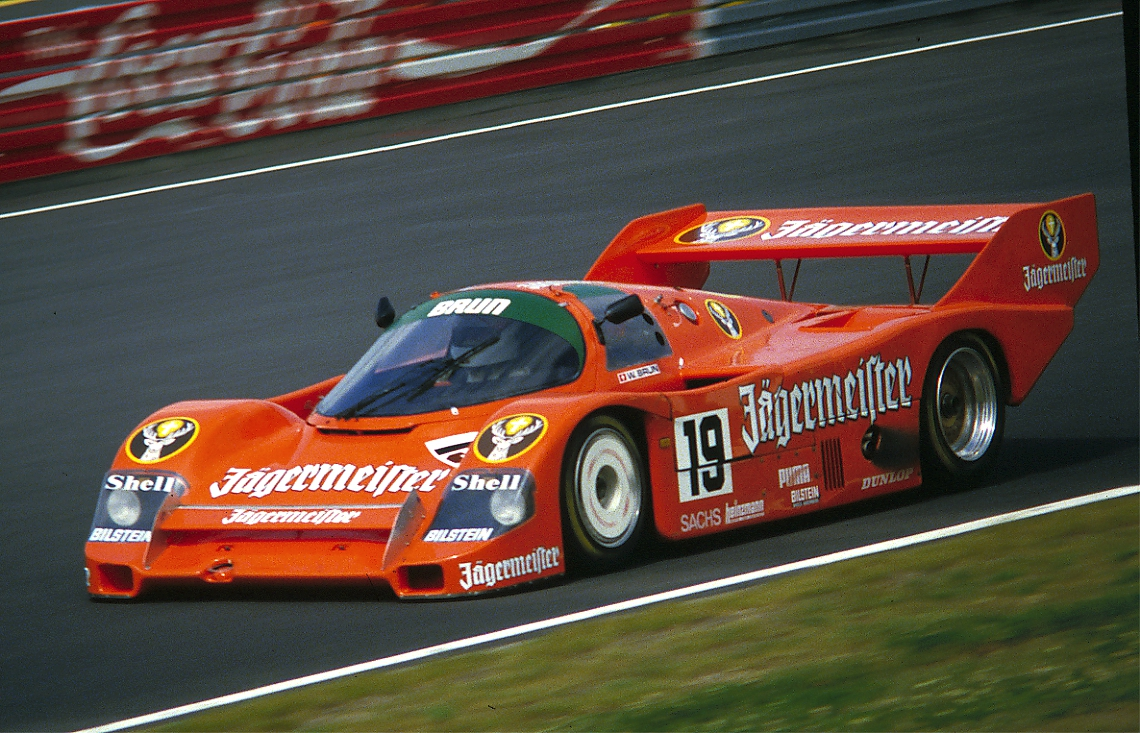
Porsche 956 sur le Nürburgring en 1985 pilotée par Walter Brun.

La Porsche 956 réalisa un triplé aux 24 heures du Mans 1982, engagée par l'usine elle-même sous les couleurs du cigarettier Rothmans.
Pour la saison 1983, Porsche vendit une dizaine de châssis 956 à des équipes privées (Joest, Lloyd, Kremer, Fitzpatrick, Brun...). Celles-ci furent les principales concurrentes opposées aux voitures d'usine en championnat du monde Groupe C, qui remportèrent trois courses (Joest à Monza et au Mugello, Fitzpatrick à Brands Hatch), l'usine s'octroyant six victoires dont les 24 Heures du Mans. Porsche devint champion du monde des marques loin devant Lancia (une victoire). La même année, Bob Wollek devint l'unique champion d'Europe d'endurance avec la voiture de Joest Racing (victoires lors des courses de 1 000 kilomètres de Monza et Mugello).
En 1984, Porsche ne laissa échapper que deux épreuves, Brands Hatch et Kyalami, remportées par le Lloyd Racing et Lancia, mais fit l'impasse sur les 24 Heures du Mans, étant en désaccord avec le législateur. Le Joest Racing sauva l'honneur de Porsche en battant l'usine Lancia, grande favorite.
Joest réédita sa victoire en 1985, cette fois devant l'usine qui engageait la nouvelle Porsche 962 C. Les deux victoires de Joest furent obtenues avec le même châssis (956-117). En fin de saison, l'équipe Rothmans-Porsche reçut le titre de Champion du monde, à nouveau devant Lancia.
En 1986, l'équipe Brun remporta le championnat avec la 956, mais l'usine fit triompher sa 962 C aux 24 Heures du Mans. Le nouveau règlement WSC fit que l'utilisation de la 956 devenait interdite au-delà de la saison 1986, et celle-ci fut remplacée par la 962 C dans toutes les équipes privées Porsche.

## Palmarès
(27 courses de 1 000 kilomètres victorieuses)
- 1982 (Porsche est sacré champion du monde des voitures de sport et Jacky Ickx champion du monde des conducteurs, avec la 956 chez Rothmans-Porsche) :
  - 24 Heures du Mans
  - 200 miles de Nuremberg
  - 1 000 kilomètres de Spa
  - 6 Heures de Fuji
  - 1 000 kilomètres de Brands Hatch
  - 9 Heures de Kyalami
- 1983 (Porsche est champion du monde des voitures de sport et Jacky Ickx champion du monde des conducteurs, avec la 956 chez Rothmans-Porsche ; Bob Wollek est vainqueur du DRM ; Vern Schuppan et Porsche sont vainqueurs du Championnat du Japon de sport-prototypes.) :
  - Bergischer Löwe Zolder
  - 500 kilomètres de Suzuka
  - 1 000 kilomètres de Monza
  - Grand Prix de l'AVUS
  - 1 000 kilomètres de Silverstone
  - Flugplatzrennen Mainz-Finthen
  - 1 000 kilomètres du Nürburgring
  - 500 kilomètres de Fuji
  - 24 Heures du Mans
  - 200 miles de Nuremberg
  - Road America (Can-Am)
  - 1 000 kilomètres de Fuji
  - Flugplatzrennen Diepholz
  - Most (Interserie)
  - 1 000 kilomètres de Suzuka
  - 1 000 kilomètres de Spa
  - 1 000 kilomètres de Brands Hatch
  - 1 000 kilomètres de Fuji
  - 1 000 kilomètres du Mugello
  - Hockenheim (Interserie)
  - 500 kilomètres de Fuji
  - 1 000 kilomètres de Kyalami
- 1984 (Porsche est champion du monde des voitures de sport et Stefan Bellof champion du monde des conducteurs, avec la 956 chez Rothmans-Porsche, ainsi que champion du DRM) :
  - 500 kilomètres de Suzuka
  - 1 000 kilomètres de Monza
  - 1 000 kilomètres de Silverstone
  - Nordic SS Ahvenisto (Finlande)
  - 500 kilomètres de Fuji
  - 24 Heures du Mans (Joest Racing)
  - 200 miles de Nuremberg
  - 1 000 kilomètres du Nürburgring
  - Flugplatzrennen Diepholz
  - 1 000 kilomètres de Brands Hatch
  - 1 000 kilomètres de Mosport
  - 1 000 kilomètres de Suzuka
  - 1 000 kilomètres de Spa
  - Siegerland (Interserie)
  - 1 000 kilomètres d'Imola
  - Bilstein Super-Sprint Grand Prix Nürburgring
  - 1 000 kilomètres de Fuji
  - Nürburgring (Interserie)
  - 500 miles de Fuji
  - 1 000 kilomètres de Sandown Park
- 1985 (Porsche est champion du monde des voitures de sport et Derek Bell champion du monde des conducteurs, avec la 962 et la 956 chez Rothmans-Porsche ; Jochen Mass est sacré champion du DRM) :
  - Nürburgring (Interserie)
  - Hockenheim (Interserie)
  - 1 000 kilomètres de Fuji
  - Avus (Interserie)
  - Zeltweg (Interserie)
  - Erding (Interserie)
  - 24 Heures du Mans (quatrième victoire consécutive - deuxième pour Joest Racing)
  - 200 miles de Nuremberg
  - Nürburgring 2 (Interserie)
  - Most (Interserie)
  - Siegerland (Interserie)
  - Nürburgring 3 (Interserie)
- 1986 (Brun Motorsport est champion du monde des voitures de sport avec la 962 et la 956, Derek Bell est champion du monde des conducteurs avec la 962 et la 956 chez Rothmans-Porsche, et John Winter champion Interserie de la nouvelle Division I pour le Sachs-Joest-Racing.):
  - Wunstorf (Interserie)
  - 200 miles du Norisring
  - Zeltweg (Interserie)
  - 500 miles de Fuji
  - 1 000 kilomètres de Brands Hatch
  - Most (Interserie)
  - 1 000 kilomètres de Suzuka
  - Siegerland (Interserie)
  - 1 000 kilomètres de Fuji
  - 500 kilomètres de Kyalami
  - 500 kilomètres de Fuji